# Nicholas Corea
Pour les articles homonymes, voir Corea.
Nicholas Corea est un scénariste, producteur, réalisateur et compositeur américain né le 7 avril 1943 à Saint Louis (États-Unis) et mort le 17 janvier 1999 à Burbank (Californie).

## Filmographie

### Scénariste
- 1976 : Les Têtes brûlées (Baa Baa Black Sheep) (série télévisée)
- 1977 : The Oregon Trail (en) (série télévisée)
- 1977 : Kingston: Confidential (en) (série télévisée)
- 1978-1981 : L'Incroyable Hulk (The Incredible Hulk) (série télévisée)
- 1981 : L'Archer et la Sorcière (The Archer: Fugitive from the Empire) (téléfilm)
- 1982 : Gavilan (en) (série télévisée)
- 1983 : The Renegades (en) (série télévisée)
- 1984 : Supercopter (Airwolf) (série télévisée)
- 1985 : J.O.E. and the Colonel (téléfilm)
- 1985 : Tonnerre mécanique (Street Hawk) (série télévisée)
- 1986-1987 : Outlaws (en) (série télévisée)
- 1988 : Le Retour de l'incroyable Hulk (The Incredible Hulk Returns) (téléfilm)
- 1989 : Pas de répit sur planète Terre (Harf Time on Planet Earth) (série télévisée)
- 1989 : Booker (série télévisée)
- 1992 : Mario and the Mob (téléfilm)
- 1993-1995 : Le Rebelle (Renegade) (série télévisée)
- 1994-1999 : Walker, Texas Ranger (série télévisée)
- 1995 : Kung Fu, la légende continue (Kung Fu: The Legend Continues) (série télévisée)
- 1995 : High Sierra Search and Rescue (série télévisée)
- 1995 : Star Trek: Deep Space Nine (série télévisée)
- 1996 : Star Trek: Voyager (série télévisée)

### Producteur
- 1978-1981 : L'Incroyable Hulk (The Incredible Hulk) (série télévisée)
- 1981 : L'Archer et la Sorcière (The Archer: Fugitive from the Empire) (téléfilm)
- 1982 : Gavilan (en) (série télévisée)
- 1983 : The Renegades (en) (série télévisée)
- 1985 : J.O.E. and the Colonel (téléfilm)
- 1986-1987 : Outlaws (en) (série télévisée)
- 1988 : Le Retour de l'incroyable Hulk (The Incredible Hulk Returns) (téléfilm)
- 1989 : Booker (série télévisée)
- 1993-1995 : Le Rebelle (Renegade) (série télévisée)

### Réalisateur
- 1979-1980 : L'Incroyable Hulk (The Incredible Hulk) (série télévisée)
- 1981 : L'Archer et la Sorcière (The Archer: Fugitive from the Empire) (téléfilm)
- 1983 : The Renegades (en) (série télévisée)
- 1984 : Supercopter (Airwolf) (série télévisée)
- 1987 : Outlaws (en) (série télévisée)
- 1988 : Le Retour de l'incroyable Hulk (The Incredible Hulk Returns) (téléfilm)